# أكي تويوساكي
أكي تويوساكي (باليابانية: 豊崎愛生) هي ممثلة يابانية ولدت في 28 أكتوبر 1986 في محافظة توكوشيما.

## أدوارها في الأنمي

### مسلسلات أنمي تلفزيونية
- كي-أون! - يوي هيراساوا
- كي-أون!! - يوي هيراساوا
- أوكامي-سان ورفاقها السبعة - أوتوهيمي ريوغو
- إندكس معينة خاصة بالسحر II - كازاري أويهارو
- إندكس معينة خاصة بالسحر III - كازاري أويهارو
- رايلغان معينة خاصة بالعلم - كازاري أويهارو
- رايلغان معينة خاصة بالعلم S - كازاري أويهارو
- رايلغان معينة خاصة بالعلم T - كازاري أويهارو
- تو لاف-رو - مومو فيليا ديفيلوك
- ملك الشياطين في المقعد الأخير - كينا سوغا
- بيهادا إيتشيزوكو - آي شيراتوري
- حداد السيف المقدس - ليسا
- شوغو كارا! - سو
- شوغو كارا!! دوكي - سو
- شوغو كارا بارتي! - سو
- تابل وذئب II - ميرتا
- ميد ساما! - ساتسوكي هيودو
- كوباتو! - يومي أومورا
- الإبن المتجول - موموكو شيراي
- فراكتال - ميغان
- طوكيو ماغنيتود 8.0 - يوكا
- نحن ما زلنا لا نعرف اسم الزهرة التي رأيناها ذلك اليوم - بوبو (أيام الطفولة)
- الزهور الزرقاء - ميوا موتيغي
- كامينوميزو شيرو سيكاي 2 - جون ناغاسي
- أن-غو - إينغا، سوميي يادا
- بنغويندرام - موموكا أوغينومي
- لاست إكسايل: فام ذات الأجنحة الفضية - فام فان فان
- ميداكا بوكس - ميداكا كوروكامي
- ميداكا بوكس أبنورمال - ميداكا كوروكامي
- أكسل وورلد - تشيوري كوراشيما
- هيوكا - ري زينّا
- فالفريف الثوري - ليزيلوت
- نوراغامي - كوفوكو
- نوراغامي ARAGOTO - كوفوكو
- بلاك بوليت - سيتينشي
- تيرافورمارز - يايكو ياناسيغاوا
- تيرافورمرز ريفنج - يايكو ياناغيساوا
- خليلة (مؤقتة) - رايمو نيجيكاوا
- فرسان سيدونيا - إيزانا شيناتوسي
- فرسان سيدونيا: معركة الكوكب التاسع - إيزانا شيناتوسي
- المعلم الأوتاكو - كوتارو أراكي
- فايري تايل - سيلا
- كونكريت ريفولوتيو: فنتازيا الخوارق - إمي كينو
- كونكريت ريفولوتيو: فنتازيا الخوارق THE LAST SONG - إمي كينو
- كوزو نو هونكاي - أكاني ميناغاوا
- البركة لهذا العالم الرائع! 2 - يونيون
- ري:كرياتورز - أميرة الزي العسكري
- بيرسيرك (2016) - شارلوت
- ميد إن أبيس - ماروروك
- بيرسونا 5 ذي أنيميشن - كارولين، جاستين
- مخيم الإسترخاء - آوي إينوياما
- مخيم الإسترخاء SEASON2 - آوي إينوياما
- هاكيو هوشين إنغي - دوكوتينسون
- كوكورو كونكت - إيوري ناغاسي
- البطل الحذر - ريستارتي، تيانا
- إيسيكاي كوارتيت - يونيون
- إيسيكاي كوارتيت 2 - يونيون، ريستارتي
- سيف قاتل الشياطين - شيطان اليد (أيام الطفولة)
- دكتور ستون - هومورا موميجي
- آيدولي برايد - كوكورو أكازاكي

### أنمي الإنترنت
- كينغان أشورا - رينو كورايوشي

### أوفا أنمي
- فتاة الثقافة: ميموار - تشيا تاكيدا
- فيت/بروتوتايب - ماناكا ساجو

### أفلام أنمي
- فتاة الثقافة - تشيا تاكيدا
- سلسلة أفلام بيرسيرك: العصر الذهبي
  - بيرسيرك: العصر الذهبي I بيضة الحاكم - شارلوت
  - بيرسيرك: العصر الذهبي II معركة دولدراي - شارلوت
  - بيرسيرك: العصر الذهبي III النزول - شارلوت
- البركة لهذا العالم الرائع!: الأسطورة القرمزية - يونيون
- إندكس معينة خاصة بالسحر: معجزة إنديميون - كازاري أويهارو

## أدوارها في ألعاب الفيديو
- خليلة (مؤقتة) - رايمو نيجيكاوا
- جاي-ستارز فيكتوري فيرسيس - ميداكا كوروكامي
- بيرسونا 5 - كارولين، جاستين
- بيرسونا 5 دانسينغ إن ستارلايت - كارولين، جاستين
- زيرو تايم ديليما - Q

## أدوارها في الدبلجة اليابانية
- ساكر بنش - بلوندي
- فتيات القوة (مسلسل 2016) - بلوسوم
- ملحمة الشفق: بزوغ الفجر - الجزء 2 - رينزمي كولن
- السنافر: القرية المفقودة - سنفورة زنبقة
- نزل بيتس - إيما ديكودي

## وصلات خارجية
- الموقع الرسمي
- الموقع الرسمي
- الموقع الرسمي
- Aki Toyosaki's older blog at Playlog (باليابانية)
- أكي تويوساكي على موقع IMDb (الإنجليزية)
- أكي تويوساكي على موقع ميوزك برينز (الإنجليزية)
- أكي تويوساكي على موقع ديسكوغز (الإنجليزية)
- أكي تويوساكي على موقع قاعدة بيانات الفيلم (الإنجليزية)
- أكي تويوساكي على موقع ANN person (الإنجليزية)